# 凯莉·圣迪亚戈
凯莉·圣迪亚戈（英語：Kellee Santiago）是电子游戏设计师与制作人，thatgamecompany共同创办人、原总裁。她生于委内瑞拉卡拉卡斯，成长于美国维吉尼亚州里士满，她自幼游玩电子游戏，身为软件工程师的父亲亦鼓励她探索电脑。她在纽约大学帝势艺术学院（Tisch School of the Arts）就读期间，积极参与实验剧场；她曾考虑在获得南加州大学电影艺术学院的互动媒体课程硕士学位后投身实验剧场。但在此期间她开始从事电子游戏设计，制作了由陈星汉和学生团队开发的《云》（2005年）。她在毕业后和陈创立thatgamecompany，并担任总裁。
圣迪亚戈制作了工作室的前两款游戏《流》（2007年）和《花》（2009年），在公司最后一款游戏《风之旅人》（2012年）开发时，她没有担任制作人职务。圣迪亚戈除thatgamecompany的工作外，还是独立游戏开发投资组织Indie Fund的資助者，以及TED大会杰出人物。她和南加州大学校友迈克·斯坦因（Mike Stein）在2010年结婚。她在2013年离开thatgamecompany，参与Ouya相关开发。2015年她宣布加入Google Play负责游戏方面的工作。2019年她离开Google加入游戏开发商Niantic。

## 生平
圣迪亚戈在委内瑞拉卡拉卡斯出生，成长于美国维吉尼亚州里士满。她自幼就和弟弟合作游玩电子游戏；圣迪亚戈最早游玩的游戏之一是《侦探》（Sleuth），她称其“简单，但印象深刻且如此动人”。她在18岁就读纽约大学帝势艺术学院（Tisch School of the Arts），在此期间加入业余剧团。她专注为剧院开发新作品，而非改编旧作品，特别是将交互式数字媒体融入自己的作品。圣迪亚戈称，其父的软件工程职业与自己的电脑经历，让她在演出中得以施展，并拥有比团队其他成员更多的经验。
2003年，24岁的她前往洛杉矶，在南加州大学电影艺术学院攻读互动媒体课程硕士学位。她起初打算留在剧院，但在第二学期修特雷西·富勒顿（Tracy Fullerton）的游戏设计史时，萌生了改学电子游戏设计的想法。课程让她意识到，电子游戏交流与表达领域“还有许多尚未完成的”，制作游戏最有效的问题也无既定结构和法则，这些正是实验剧场吸引她的部分。她在校期间制作了获奖游戏《云》，这款游戏由陈星汉和一支学生团队开发；此外，她还参与了《救救達佛》（Darfur is Dying）等游戏。
《云》是一款实验游戏——团队想看看他们能否创作一款“和以往电子游戏表达不同”的作品，并观察此类游戏能否抓住游戏社群的兴趣。游戏发行4个月内下载量超过40万，“超过她所参与所有戏剧的人次和”，圣迪亚戈更加坚定自己要永久留在游戏业。这款2005年推出的游戏获得强烈回应，圣迪亚戈和陈考虑毕业后自建公司继续制作游戏，并希望以情感而非游戏性为原点设计游戏。

### Thatgamecompany
圣迪亚戈和陈在毕业后，于2006年5月建立thatgamecompany，和索尼电脑娱乐签约为PlayStation Network开发三款游戏。她担任公司总裁，起初还担任工作室制作人。她虽头衔为制作人，实际亦参与游戏设计。工作室首款游戏《流》改编自陈在南加州大学的论文，游戏于2007年推出。《流》打响了工作室在独立游戏开发领域的名声；Gamasutra将工作室列入2008年“20大突破性开发者”，并特別點出了圣迪亚戈的关键作用。工作室第二款游戏《花》于2009年推出，这是工作室首款原创游戏。两款作品均得评论盛赞、摘取诸多奖项、并获高销量。工作室第三款游戏《旅途》雇请罗宾·汉妮卡（Robin Hunicke）担任制作人，圣迪亚戈则更专注于指挥公司本身。《旅途》在於2012年推出後也廣受好評。《旅途》推出後，凯莉在2012年3月29日宣布离开thatgamecompany，且未具体说明个人的未来计划。
圣迪亚戈在2009年成为TED杰出人物，在南加州大学会议上讨论电子游戏是否为艺术，罗杰·埃伯特在一年后对此做了回应。圣迪亚戈是Indie Fund——2010年3月成立的独立游戏开发投资组织——的赞助者之一。圣迪亚戈在2010年10月结婚，丈夫为在南加州大学就读时结识的校友迈克·斯坦因（Mike Stein）。她在2011年入选《Fast Company》的技术界一百大最具影响力女性榜单。Ouya 2013年在博客宣布，圣迪亚戈将成为他们的主要开发者关系。她在2014年5月加入Women in Games International咨询委员会。在這段時間內，她還成為夜光交流公司（Night Light Interactive）的官方顧問。2015年10月，Ouya被收購並解散，圣迪亚戈轉而加入Google Play负责游戏方面的工作。2019年，圣地亚戈离开Google并加入主打增强现实技术的游戏开发商Niantic。

## 影响与哲学
圣迪亚戈称她在thatgamecompany的作品为创造情感反应，是为了说明电子游戏能营造出比典型演出更广阔的体验。她认为thatgamecompany的目标是“创造将电子游戏边界推向交际媒介的游戏，创造吸引各种各样之人的游戏”。为此，她希望改变产业的其他部分，让电子游戏成为“创意媒体”而非一种产品。她在Indie Fund和thatgamecompany里，通过资助与联系独立游戏开发者，支持独立游戏开发业。